# Свети списи
Религијски текстови (познати и као света писма, свете књиге или свети списи) су текстови које различите верске традиције сматрају светим, или веома значајним за своју верску традицију.
Религијски текстови се односе на оно што верници сматрају светим, или што поштују. Многе религије и верски покрети верују да су њихови свети текстови божански инспирисани.
Неки од најпознатијих светих текстова су: 
- Библија
- Куран
- Талмуд
- Ји Ђинг
- Типитака
- Авеста
- Веде
- Упанишаде
- Мормонова књига

## Историја верских текстова
Један од најстаријих познатих религиозних текстова је химна храма Кеш из древног Сумера, скуп исписаних глинених плоча које научници обично датирају око 2600. године пре нове ере. Еп о Гилгамешу из Сумера, иако га неки научници само сматрају религиозним текстом, потиче још из 2150. п. н. е. и представља једно од најранијих књижевних дела које укључује различите митолошке фигуре и теме интеракције са божанским. Ригведа, свето писмо хиндуизма, датира из 1500. године пре нове ере. То је један од најстаријих познатих комплетних религиозних текстова који је опстао до модерног доба.
Историјски гледано, поједини верски текстови у митолошкој форми говоре о настанку света, о његовом светом устројству, о прецима човека и првих људи. У њима је велико место дато опису светих обреда и церемонија, говори о нормама понашања и законима бића. Неки верски текстови су доступни свима, а има и оних које могу да читају само они који су посвећени датој религији. Већина религија је објавила правила која дефинишу критеријуме за оцењивање њихових верских текстова и ограничења за њихове промене.